# Cahiers noirs (film)
Pour les articles homonymes, voir Cahiers noirs.
Cahiers noirs est un documentaire israélien réalisé par Shlomi Elkabetz sur sa sœur Ronit Elkabetz, sorti en 2022.

## Fiche technique
Sauf indication contraire, les informations mentionnées dans cette section peuvent être confirmées par la base de données cinématographiques Unifrance,  présente dans la section « Liens externes ».
- Titre original : Cahiers noirs
- Titre français :
- Réalisation et scénario : Shlomi Elkabetz
- Photographie : Shlomi Elkabetz et Gil Ramon
- Montage : Joelle Alexis
- Musique : Dikla et Yiftach Shahaf
- Production :
- Société de production :
- Société de distribution :
- Pays d'origine :  Israël
- Langues originales : hébreu
- Format : couleurs
- Genre : drame
- Durée : 209 minutes
- Dates de sortie :
  - France : 7 juillet 2021 (Festival de Cannes 2021), 29 juin 2022 (sortie nationale)

## Distribution
- Ronit Elkabetz :

## Accueil

### Sortie
Lors de sa sortie en salle en France, le film est divisé en deux parties intitulées Cahiers Noirs I – Viviane et Cahiers Noirs II – Ronit.

### Critique
En France, le site Allociné recense une moyenne des critiques presse de 4,2/5,.

## Distinctions

### Nominations et sélections
- Festival de Cannes 2021 : séances spéciales